# Aizarnazábal
Aizarnazábal (oficialmente en euskera: Aizarnazabal) es un municipio español de la provincia de Guipúzcoa, en la comunidad autónoma del País Vasco. Cuenta con una población de 780 habitantes (INE 2024). El 83 % de la población habla vasco y el 89 % lo entiende. El 71,1 % de su actividad económica es industrial, centrada en la forja de metales y la producción de papel.

## Geografía
El pueblo está situado en el valle del río Urola. Pertenece a la comarca de Urola Costa. Limita con los municipios de Zumaya al norte, Cestona al sur y oeste y Aya al este. También limita con el enclave de Arbestáin, perteneciente a Zarauz.

## Historia
El nombre de la población quiere decir 'ancho Aizarna' en euskera, siendo Aizarna un pueblo vecino situado a mayor altura y que pertenece actualmente al municipio de Cestona.
Se cree que Aizarna fue la primera población de la zona y que desde allí fue poblado Aizarnazábal, que se encontraba en el fondo del valle del Urola.
Desde antiguo, Aizarnazábal formó un mismo concejo con el vecino valle de Oiquina. En el siglo XIV ambas poblaciones quedaron adscritas a la circunscripción de la villa de Zumaya, aunque conservando cierta autonomía.
En el siglo XIX se produjeron varios intentos de desanexión del concejo de Aizarnazábal. En 1821 se creó un ayuntamiento independiente, pero fue revocado en 1823. En 1842 se produjo un nuevo intento, pero los vecinos de Oiquina votaron en contra de la desanexión, por lo que esta fracasó. Finalmente el ayuntamiento de Aizarnazábal se constituyó en 1845, aunque Oiquina permaneció unida a Zumaya.

## Demografía
Aizarnazábal cuenta con una población de 780 habitantes (INE 2024).
| Gráfica de evolución demográfica de Aizarnazábal entre 1860 y 2021 |
| |
| Población de derecho según los censos de población del INE Población de hecho según los censos de población del INEEntre el censo de 1860 y el anterior, aparece este municipio porque se segrega del municipio Zumaya |

## Administración y política
| Partido político                                             | 2015  | 2015       | 2011  | 2011       | 2007  | 2007       |
| Partido político                                             | %     | Concejales | %     | Concejales | %     | Concejales |
| Euskal Herria Bildu (EH Bildu)-Bildu                         | 75,83 | 6          | 81,84 | 6          | —     | —          |
| Euzko Alderdi Jeltzalea-Partido Nacionalista Vasco (EAJ-PNV) | 19,72 | 1          | 15,33 | 1          | 21,55 | 1          |
| Eusko Abertzale Ekintza-Acción Nacionalista Vasca (EAE-ANV)  | —     | —          | —     | —          | 77,62 | 6          |

## Economía
Tradicionalmente Aizarnazábal era un municipio rural, pero a partir de la década de 1960 se instalaron varias empresas (pymes) aprovechando los terrenos llanos de los que disponía el municipio. Las principales empresas se dedican entre otros a la forja o a fabricar componentes para muebles; también hay una papelera. Según el Catálogo Industrial Vasco, las siguientes empresas del municipio superan los 50 trabajadores:
- Obe Hettich, s.l.: herrajes para muebles. Pertenece a la multinacional Hettich. También está aquí la sede de Hettich Iberia.[6]
- Zubialde, s.a.: pasta de papel.[7]

## Monumentos y lugares de interés
Iglesia parroquial de San Miguel Arcángel, con frontón lateral.